# Andrew Lloyd Webber
Andrew Lloyd Webber (* 22. března 1948 v Jižním Kensingtonu v Londýně, Velká Británie) je britský hudební skladatel.

## Životopis
Pochází z hudební rodiny v Londýně – Kensingtonu. Díky otci Williamu Lloyd Webberovi, který byl skladatelem a varhaníkem, se od malička výborně orientoval ve vážné hudbě 18. a 19. století a také skládal hudbu pro školní představení. Jeho matka Jean Hermione byla houslistka a klavíristka a naučila ho hrát na klavír i na housle. Kromě toho si zamiloval právě se rozvíjející rockovou muziku a divadlo, se kterým se seznamoval prostřednictvím kontaktů své tety, herečky Violy. Má o tři roky mladšího bratra Juliana Lloyd Webbera, který je známým violoncellistou.
Proti všem očekáváním se v roce 1964 přihlásil ke studiu na Oxfordské univerzitě v oboru dějiny umění, protože jej zajímaly prehistorické stavby na území Anglie. Na škole ale vydržel jen asi půl roku. Poté se seznámil s mladým Timem Ricem a ze školy odešel. Nechal se zapsat na Royal College of Music (Královská hudební akademie) v Londýně, kde byl ředitelem jeho otec, a vystudoval zde harmonii, kontrapunkt, orchestraci a hudební dějiny.

## Muzikálová tvorba
První muzikál, který napsal společně s Timem Ricem, neměl valný úspěch. Jmenuje se The Likes Of Us (Naše potěšení) a až do roku 2005 nebyl nikdy uveden. Další muzikál Joseph And The Amazing Technicolor Dreamcoat (Josef a jeho úžasný pestrobarevný plášť) čerpá z biblického tématu o Josefovi a jeho dvanácti bratřích, kteří jej ze žárlivosti prodali do otroctví. Premiéra se konala roku 1968. Autorů si tehdy všiml britský hudební agent David Land a na základě smlouvy s ním společně s Ricem po roce usilovné práce představili rockovou operu Jesus Christ Superstar. Kvůli tomu, že mladí autoři s námětem zacházeli dost volně (Ježíš jako superstar, komický výstup Heroda,…), ji ale většina producentů kvůli obavám z negativních reakcí nechtěla uvést. Stěžejní písně tohoto muzikálu nechali autoři nahrát na gramofonovou desku, ta zaznamenala hned po svém vydání obrovský úspěch. Opera tak v roce 1971 zpětně nabyla i dramatické podoby. V roce 1972 se poprvé oženil se Sarah Hugillovou a měl s ní dvě děti – Imogen a Nicholase. V roce 1976 napsal spolu s Alanem Ayckbournem muzikál By Jeeves. O dva roky později měla premiéru Evita, příběh mladé Evy Perón, ženy argentinského diktátora Juana Peróna, která si dokázala vydobýt místo první dámy Argentiny i srdce lidí po celé zemi. Toto dílo bylo posledním Webberovým a Riceovým společným triumfem, protože po jeho uvedení se oba přátelé a spolupracovníci rozešli.
Tou dobou již pomýšlel na nový projekt. Jako předloha pro nový muzikál mu posloužila Old Possum's Book Of Practical Cats (Praktická kniha o šikovných kočkách) americko-britského básníka Thomase Stearnse Eliota. Záměru zhudebnit dětské kočičí básně se ale kritici vysmáli. V jejich postoji je upevnil fakt, že měl vzniknout taneční muzikál a uvedení tanečního muzikálu v tehdejším britském prostředí bylo kvůli povědomí o neschopnosti britských tanečníků považováno za takřka nemožné. Webber i tak sestavil tvůrčí tým v čele s režisérem Trevorem Nunnem (nejmladší ředitel Královské shakespearovské společnosti v historii). Choreografkou se stala Gillian Lynne, bohatou výpravu obstaral John Napier a na místo producenta byl dosazen Cameron Mackintosh. Muzikál Cats (Kočky) měl premiéru v roce 1981 a stal se miláčkem obecenstva i kritiky. V Londýně se hrál přes 20 let a v USA na Broadwayi přes 18 let.
Osmdesátá léta by se v jeho kariéře dala označit za nejplodnější. Rok po Kočkách měl premiéru muzikál Song And Dance, vyprávějící o mladé Angličance Emmě, která se chce v New Yorku prosadit coby návrhářka klobouků a prožívá zde čtyři nevydařené lásky. V roce 1984 se konala premiéra muzikálu Starlight Express, který líčí snový dětský svět mašinek a herci se po celou dobu coby vlaky pohybují na kolečkových bruslích. V tomtéž roce se po rozvodu s první manželkou oženil s britskou sopranistkou a tanečnicí Sarah Brightmanovou, s níž se seznámil během zkoušek na muzikál Cats. V roce 1985 uvedl dílo vážné hudby Rekviem, věnované jeho otci, který zemřel roku 1982. Inspirován hlasem své manželky se pustil do dalšího muzikálu. Jeho libreto vzniklo podle románu Gastona Lerouxe Fantom opery, vyprávějícím o Erikovi, znetvořeném géniovi z katakomb pod pařížskou operou, který se osudově zamiloval do baladicky krásné zázračné sopranistky Christiny Daaé. Skladatel v tomto díle bohatě využil symfonického orchestru, přičemž výrazně omezil rockové postupy. Muzikál Fantom Opery je dílo, v němž se snad nejvíce prokazuje úžasná melodičnost jeho písní. Role Christiny Daaé napsal na míru Sarah Brightmanové. Premiéra se konala roku 1986 a od té doby se muzikál v Londýně i na Broadwayi (v lednu roku 2006 stal nejdéle uváděným muzikálem v dosavadní historii - od roku 1988) hraje dodnes.
Jeho dalším muzikálem se stal Aspects Of Love (Podoby lásky) z roku 1989 s rolí rozmarné herečky Rose znovu psanou přímo pro Sarah. V tu dobu se již ale jeho manželství s Sarah Brightmanovou začalo rozpadat. Rozvedli se v roce 1990. Rok na to se potřetí oženil, a to s Madeleine Gurdonovou, s níž má tři děti, Alastaira, Williama a Isabellu. V roce 1993 měl premiéru muzikál Sunset Boulevard, vyprávějící o stárnoucí hvězdě němého filmu Normě Desmond, která touží po znovuzískání staré slávy. V roce 1997 se na pódia dostal muzikál Whistle Down the Wind (Pískej si po větru), v roce 2000 The Beautiful Game (Krásná hra) a v roce 2004 The Woman In White (Žena v bílém).
Zfilmovány byly dosud jeho muzikály Jesus Christ Superstar (1973 - Norman Jewison), Evita (1996 - Alan Parker) a The Phantom Of The Opera (2004 - Joel Schumacher).

## Nejslavnější písně
- I Don't Know How To Love Him (Jesus Christ Superstar)
- I Only Want To Say (Jesus Christ Superstar)
- Don't Cry For Me Argentina (Evita)
- You Must Love Me (Evita)
- Memory (Cats)
- Music Of The Night (The Phantom Of The Opera)
- The Phantom of The Opera (The Phantom Of The Opera)
- All I Ask Of You (The Phantom Of The Opera)
- Wishing You Were Somehow Here Again (The Phantom Of The Opera)

## Ocenění
Je nositelem mnoha cen, včetně Oscara za píseň You must love me z filmové verze muzikálu Evita a byl povýšen do šlechtického stavu (baron).

## Eurovision Song Contest
Andrew Lloyd Webber je autorem písně "My Time", kterou na Eurovision Song Contest 2009 v Moskvě coby soutěžní píseň Spojeného království představila zpěvačka Jade Ewen. Její vystoupení autor přímo na pódiu podpořil hrou na klavír. Spojené království obsadilo 5. místo se ziskem 173 bodů.

## Divadelní hry / muzikály
*hudba složená A. L. Webber pokud není uvedeno jinak

The Likes of Us / Naše potěšení (1965)
- Text: Tim Rice
- Libreto/kniha: Leslie Thomas
- Produkováno až v roce 2005

Joseph and the Amazing Technicolor Dreamcoat / Josef a jeho úžasný pestrobarevný plášť (1968)
- Text: Tim Rice

Jesus Christ Superstar (1970)
- Text: Tim Rice

Jeeves (1975)
- Libreto/kniha a text: Alan Ayckbourn
- Přepracováno v roce 1996 jako By Jeeves

Evita (1976)
- Text: Tim Rice

Tell Me on a Sunday / Líp se loučí v neděli (1979)
- Text: Don Black

Cats / Kočky (1981)
- Založeno na básnické sbírce Old Possum's Book of Practical Cats (1939, Praktická příručka o kočkách) od T. S. Eliota
- Text: založen na původním díle T. S. Eliota, dodatečný text: Richard Stilgoe a Trevor Nunn

Song and Dance (1982)
- Text: Don Black (revidováno: Richard Maltby, Jr. pro Broadway)
- Kombinace Variations (1978) a Tell Me on a Sunday (1979)

Starlight Express / Nadsvětelný expres (1984)
- Text: Richard Stilgoe
- Pozdější revize: Don Black, David Yazbek
- Inspirace: Thomas the Tank Engine and Friends od rev. W. Awdryho.

Cricket / Kriket (1986)
- Text: Tim Rice
- Poprvé zahrán na oslavě šedesátých narozenin královny Alžběty II.

The Phantom of the Opera / Fantom opery (1986)
- Text: Charles Hart
- Dodatečný text: Richard Stilgoe
- Libreto/kniha: Richard Stilgoe a Andrew Lloyd Webber
- Založeno na novele od Gastona Lerouxe (Le Fantôme de l'Opéra, 1910)

Aspects of Love / Podoby lásky (1989)
- Text: Don Black a Charles Hart
- Libreto/kniha: Andrew Lloyd Webber
- Založeno na novele Aspects of Love (1955) Davida Garnetta

Sunset Boulevard (1993)
- Libreto/kniha a text: Christopher Hampton a Don Black
- Založeno na filmu Billyho Wildera Sunset Boulevard (1950)

Whistle Down the Wind / Pískej si po větru (1996)
- Text: Jim Steinman
- Libreto/kniha: Patricia Knop, Andrew Lloyd Webber a Gale Edwards

The Beautiful Game / Krásná hra (2000)
- Libreto/kniha a text: Ben Elton
- Revidováno jako The Boys in the Photograph (2009)

The Woman in White / Žena v bílém (2004)
- Text: David Zippel
- Libreto/kniha: Charlotte Jones
- Založeno na novele The Woman in White (1860) od Wilkieho Collinse a na úryvcích krátkého příběhu The Signal-Man (1866) od Charlese Dickense

Love Never Dies / Láska nikdy neumírá (2010)
- Libreto/kniha a text: Glenn Slater
- Libreto/kniha: Ben Elton a Frederick Forsyth
- Dodatečný text: Charles Hart

The Wizard of Oz / Čaroděj ze země Oz (2011)
- Libreto/kniha: Andrew Lloyd Webber a Jeremy Sams
- Hudba: Harold Arlen
- Text: E.Y. Harburg
- Dodatečná hudba: Andrew Lloyd Webber
- Dodatečný text: Tim Rice
- Založeno na novele od L. Frank Baum The Wonderful Wizard of Oz (1900) a na filmu The Wizard of Oz (Čaroděj ze země Oz, 1939)

Stephen Ward (2013)
- Libreto/kniha a text: Christopher Hampton a Don Black

School of Rock / Škola ro(c)ku (2015)
- Text: Glenn Slater
- Libreto/kniha: Julian Fellowes
- Založeno na stejnojmenném filmu z roku 2003